# 萨呼腾镇
萨呼腾镇是中国青海省玉树藏族自治州杂多县下辖的一个镇，为县府驻地。辖区总面积2434平方公里，常住人口0.4万人，以藏族为主，占总人口的95.7％。

## 行政区划
桥头溪乡下辖以下地区：
温琼滩社区、然子滩社区、夏果滩社区、沙青牧委会、多那牧委会、扎沟牧委会和闹从牧委会。